# Khu vực ba của nền kinh tế
Khu vực ba của nền kinh tế (còn được hiểu là khu vực dịch vụ hay công nghiệp dịch vụ) là một trong ba khu vực của nền kinh tế.

## Các ngành công nghiệp thuộc khu vực dịch vụ
Ví dụ về các ngành công nghiệp thuộc khu vực dịch vụ có thể bao gồm:
- Giải trí
- Chính phủ
- Viễn thông
- Nhà hàng, khách sạn, du lịch
- Truyền thông đại chúng
- Y tế/bệnh viện
- Công nghệ thông tin
- Quản lý chất thải
- Dịch vụ tài chính
  - Ngân hàng
  - Bảo hiểm
  - Chứng khoán
- Nhóm hàng tiêu dùng nhanh
- Dịch vụ chuyên nghiệp
  - Kế toán
  - Dịch vụ pháp lý
- Tư vấn
- Đánh bạc
- Bán lẻ
- Nhượng quyền kinh doanh
- Bất động sản
- Giáo dục

## Danh sách các quốc gia theo sản lượng dịch vụ

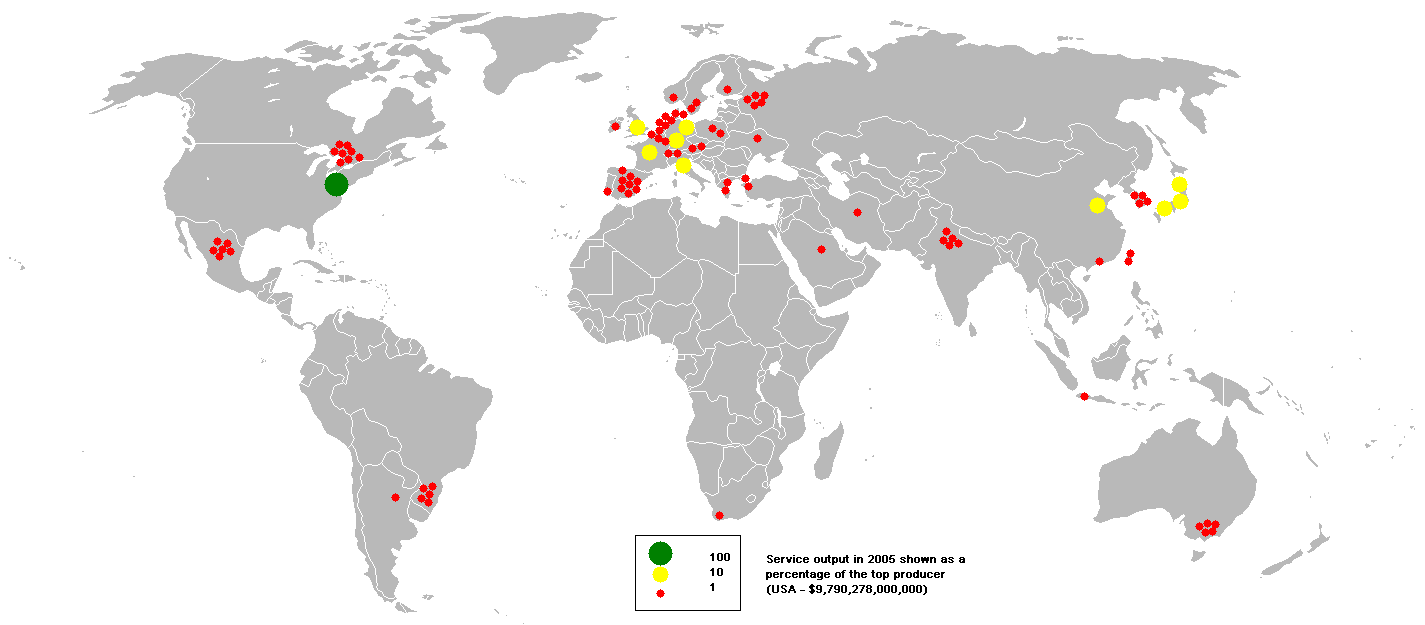
Sản lượng dịch vụ theo tỷ lệ phần trăm của nhà sản xuất hàng đầu (Hoa Kỳ) vào năm 2005

Dưới đây là danh sách các quốc gia theo sản lượng dịch vụ với tỷ giá hối đoái thị trường vào năm 2016.
| (01) Hoa Kỳ                                                                         | 14,762 |
| (02) Trung Quốc                                                                     | 5,688  |
| (03) Nhật Bản                                                                       | 3,511  |
| (04) Đức                                                                            | 2,395  |
| (05) Anh Quốc                                                                       | 2,109  |
| (06) Pháp                                                                           | 1,941  |
| (07) Ý                                                                              | 1,366  |
| (08) Brasil                                                                         | 1,295  |
| (09) Canada                                                                         | 1,081  |
| (10) Ấn Độ                                                                          | 1,024  |
| (11) Tây Ban Nha                                                                    | 926    |
| (12) Úc                                                                             | 859    |
| (13) Hàn Quốc                                                                       | 850    |
| (14) Nga                                                                            | 797    |
| (15) México                                                                         | 661    |
| (16) Thổ Nhĩ Kỳ                                                                     | 551    |
| (17) Hà Lan                                                                         | 543    |
| (18) Thụy Sĩ                                                                        | 484    |
| (19) Indonesia                                                                      | 429    |
| (20) Bỉ                                                                             | 362    |
| 20 quốc gia có sản lượng dịch vụ lớn nhất năm 2016, theo IMF và CIA World Factbook. |        |